# Nhà sản xuất phụ tùng gốc
Nhà sản xuất phụ tùng gốc (Tiếng Anh: Original Equipment Manufacturer, viết tắt OEM) là một công ty sản xuất các bộ phận và thiết bị có thể được bán bởi nhà sản xuất khác. Ví dụ, Foxconn, một công ty sản xuất hợp đồng điện tử của Đài Loan, chuyên sản xuất nhiều bộ phận và thiết bị linh kiện điện tử cho các công ty, tập đoàn lớn như Apple Inc., Dell, Google, Huawei, Nintendo, Xiaomi,... là công ty OEM lớn nhất thế giới, cả về quy mô và doanh thu.
Thuật ngữ này cũng được sử dụng theo một số cách khác, gây ra sự mơ hồ. Đôi khi, điều đó có nghĩa là nhà sản xuất một hệ thống bao gồm các hệ thống con của các công ty khác, nhà sản xuất sản phẩm cuối cùng, một bộ phận ô tô được sản xuất bởi cùng một công ty sản xuất bộ phận ban đầu được sử dụng trong lắp ráp ô tô hoặc đại lý bán lẻ.

## Phụ tùng ô tô
Khi đề cập đến các bộ phận tự động, OEM đề cập đến nhà sản xuất thiết bị gốc, nghĩa là các bộ phận được lắp ráp và lắp đặt trong quá trình xây dựng một chiếc xe mới. Ngược lại, các bộ phận hậu mãi là những bộ phận được sản xuất bởi các công ty không phải OEM, có thể được lắp đặt thay thế sau khi xe ra khỏi nhà máy. Ví dụ: nếu Ford sử dụng bugi Autolite, ắc-quy Exide, kim phun nhiên liệu của Bosch và khối và đầu động cơ riêng của Ford khi chế tạo xe hơi, thì các nhà phục chế và nhà sưu tập xe hơi coi đó là các bộ phận OEM. Sẽ được coi là hậu mãi, chẳng hạn như bugi Champion, ắc-quy DieHard, kim phun nhiên liệu Kinsler, và khối và đầu động cơ BMP. Nhiều nhà sản xuất phụ tùng ô tô bán phụ tùng qua nhiều kênh, ví dụ cho các nhà sản xuất ô tô để lắp đặt trong quá trình chế tạo xe mới, cho các nhà sản xuất ô tô để bán lại như các bộ phận thay thế mang nhãn hiệu ô tô và thông qua các chuỗi cung ứng bán hàng nói chung. Bất kỳ thương hiệu nhất định của một phần có thể là OEM trên một số mẫu xe và hậu mãi trên những chiếc khác.

## Phần mềm máy tính
Microsoft là một ví dụ phổ biến của một công ty phát hành phần mềm OEM cho các hệ điều hành Windows của mình. Các khóa sản phẩm OEM có giá thấp hơn so với các đối tác bán lẻ của chúng, nhưng sử dụng phần mềm giống như các phiên bản bán lẻ của Windows. Chúng chủ yếu dành cho các OEM trực tiếp và các nhà xây dựng hệ thống, và như vậy thường được bán trong các thỏa thuận cấp phép số lượng lớn cho nhiều nhà sản xuất (Dell, HP, ASUS, Acer, Lenovo, Wistron, Inventec, Supermicro, Compal Electronics, Quanta Computer, Foxconn, Pegatron, Jabil, Flex, v.v.). Các cá nhân cũng có thể mua chúng để sử dụng cá nhân (bao gồm phần cứng ảo) hoặc để bán / bán lại trên PC mà họ xây dựng. Theo Microsoft EULA liên quan đến OEM, khóa sản phẩm được gắn với bo mạch chủ PC mà nó cài đặt ban đầu và thường không có khóa chuyển giữa các PC sau đó. Điều này trái ngược với các khóa bán lẻ, có thể được chuyển, miễn là chúng chỉ được kích hoạt trên một PC mỗi lần. Một thay đổi đáng kể về phần cứng sẽ kích hoạt thông báo kích hoạt lại, giống như với bán lẻ.
Các OEM trực tiếp chịu trách nhiệm chính thức đối với những thứ như phương tiện cài đặt, mặc dù họ không bắt buộc phải cung cấp nó khi bán phần cứng PC và thực sự có thể loại trừ nó để giảm chi phí. Thay vào đó, các nhà sản xuất có xu hướng bao gồm một phân vùng phục hồi trên thiết bị lưu trữ chính để người dùng sửa chữa hoặc khôi phục hệ thống của họ về trạng thái xuất xưởng. Các nhà xây dựng hệ thống có thêm một yêu cầu khác về phương tiện cài đặt từ các OEM trực tiếp.Trên các phiên bản Windows yêu cầu khóa sản phẩm hợp lệ để tải xuống phương tiện từ Microsoft (như Windows Vista, 7, 8, 8.1, 10), các khóa OEM sẽ bị từ chối và bên này sẽ được thông báo để tham khảo nhà sản xuất.

## Quy mô kinh tế
Các OEM dựa vào khả năng của họ để giảm chi phí sản xuất thông qua tính kinh tế theo quy mô. Ngoài ra, sử dụng OEM cho phép công ty thu mua có được các thành phần hoặc sản phẩm cần thiết mà không cần sở hữu và vận hành nhà máy.